# Vittankimeer
Het Vittankimeer, Zweeds - Fins: Vittankijärvi, is een meer annex baai in Zweden, in de gemeente Kiruna. Het meer ligt als een kolk tegen de Könkämä aan en wordt daarvan door een klein eiland gescheiden. De Vittankirivier stroomt iets ten zuiden van het meer de Könkämä in en de Vittankiberg ligt ten noorden van het meer.
Er is een ander meer dat Vittangimeer heet, die twee moeten dus niet met elkaar worden verward.
Afwatering: meer Vittankimeer → Könkämä → Muonio → Torne → Botnische Golf